# Smiliorachis concinna
Smiliorachis concinna är en insektsart som beskrevs av Carl Stål. Smiliorachis concinna ingår i släktet Smiliorachis och familjen hornstritar. Inga underarter finns listade i Catalogue of Life.